# ECWA
ECWA（East Coast Wrestling Association、イースト・コースト・レスリング・アソシエイション）は、アメリカ合衆国のプロレス団体。

## 概要
- 1967年に設立。
- デラウェア州ニューアークを活動拠点としている。
- 注目の若手選手を集めた「スーパー8トーナメント」を開催している。

## タイトル
- ECWAヘビー級王座
- ECWAミッドアトランティック王座
- ECWAタッグ・チーム王座
- ECWA女子王座

## 参戦選手
- アダム・コール
- A.J.スタイルズ
- アレックス・コズロフ
- アレックス・シェリー
- アメージング・レッド
- ブライアン・ダニエルソン
- オースチン・エリーズ
- オースティン・クリード
- ビリー・キッドマン
- ボビー・フィッシュ
- ボビー・ルード
- チャーリー・ハース
- クリス・セイビン
- クリストファー・ダニエルズ
- デイビー・リチャーズ
- ドノバン・モーガン
- フランキー・カザリアン
- ジェイミー・ノーブル
- ジェフ・ハーディー
- ジェリー・リン
- ロウ・キー
- マット・ハーディー
- ミラノコレクションA.T
- シコシス
- ポール・ロンドン
- ピーティー・ウィリアムズ
- TJパーキンス
- クワイエット・ストーム
- リッチ・スワン
- リッキー・レジェス
- サミ・キャラハン
- サンジェイ・ダット
- シャノン・ムーア
- ショーン・デバリ
- シーマ・ザイオン
- スコッティ・2・ホッティ
- トマソ・チャンパ
- トレント・アシッド
- ブライアン・ケンドリック
- ユージーン
- ロッキー・ロメロ
- ロブ・コンウェイ